# Калбе (Милде)
Калбе (њем. Kalbe) град је у њемачкој савезној држави Саксонија-Анхалт. Једно је од 40 општинских средишта округа Алтмарк Салцведел. Према процјени из 2010. у граду је живјело 7.309 становника. Посједује регионалну шифру (AGS) 15081240.

## Географски и демографски подаци
Калбе се налази у савезној држави Саксонија-Анхалт у округу Алтмарк Салцведел. Град се налази на надморској висини од 29 метара. Површина општине износи 222,9 km². У самом граду је, према процјени из 2010. године, живјело 7.309 становника. Просјечна густина становништва износи 33 становника/km².